# Asteroscopus linstowi
Asteroscopus linstowi là một loài bướm đêm trong họ Noctuidae.